# Psammotis lancealis
Psammotis lancealis là một loài bướm đêm trong họ Crambidae.